# كوبا أمريكا تحت 20 سنة 2015
كوبا أمريكا تحت 20 سنة 2015 (بالإسبانية: Campeonato Sudamericano de Fútbol Sub-20 de 2015)‏ هو الموسم 27 من  كوبا أمريكا تحت 20 سنة. أقيم في 2015، وأشرف على تنظيمه كونميبول، وكان عدد الأندية المشاركة فيه  10، وفاز فيه منتخب الأرجنتين تحت 20 سنة لكرة القدم.